# Mikhaïl Semitchastny
Mikhaïl Vassilievitch Semitchastny (en russe : Михаил Васильевич Семичастный) (né le 5 décembre 1910 à Perlovka (maintenant une partie de Mytichtchi) dans l'Empire russe et décédé le 30 août 1978 à Moscou (Union soviétique) est un joueur de football et entraîneur soviétique, qui jouait au poste d'attaquant.

## Statistiques
| Saison                | Club                  | Championnat           | Championnat | Championnat | Coupe(s) nationale(s) | Coupe(s) nationale(s) | Total | Total |
| Saison                | Club                  | Division              | M.          | B.          | M.                    | B.                    | M.    | B.    |
| 1936                  | Dynamo Moscou         | D1                    | 13          | 7           | 1                     | 2                     | 14    | 9     |
| 1937                  | Dynamo Moscou         | D1                    | 11          | 7           | 7                     | 7                     | 18    | 14    |
| 1938                  | Dynamo Moscou         | D1                    | 23          | 6           | -                     | -                     | 23    | 6     |
| 1939                  | Dynamo Moscou         | D1                    | 21          | 15          | 1                     | 0                     | 22    | 15    |
| 1940                  | Dynamo Moscou         | D1                    | 20          | 14          | -                     | -                     | 20    | 14    |
| 1941                  | Dynamo Moscou         | D1                    | 10          | 4           | -                     | -                     | 10    | 4     |
| 1945                  | Dynamo Moscou         | D1                    | 19          | 0           | 4                     | 0                     | 23    | 0     |
| 1946                  | Dynamo Moscou         | D1                    | 22          | 0           | 2                     | 0                     | 24    | 0     |
| 1947                  | Dynamo Moscou         | D1                    | 21          | 0           | 1                     | 0                     | 22    | 0     |
| 1948                  | Dynamo Moscou         | D1                    | 19          | 0           | 2                     | 0                     | 21    | 0     |
| 1949                  | Dynamo Moscou         | D1                    | 30          | 0           | 6                     | 1                     | 36    | 1     |
| 1950                  | Dynamo Moscou         | D1                    | 1           | 0           | -                     | -                     | 1     | 0     |
| Total sur la carrière | Total sur la carrière | Total sur la carrière | 210         | 53          | 24                    | 10                    | 234   | 63    |

## Palmarès
Dynamo Moscou
- Champion d'Union soviétique au printemps 1936 puis en 1937, 1940, 1945 et 1949.
- Meilleur buteur du championnat soviétique au printemps 1936 (6 buts).
- Vainqueur de la coupe d'Union soviétique en 1937.